# Акула (спецподразделение)
Отдел специального назначения «Акула» (до 1998 года отряд специального назначения «Акула») — спецподразделение Главного управления Федеральной службы исполнения наказаний России по Краснодарскому краю.

## История
Отряд специального назначения «Акула» был образован 4 марта 1991 года. Изначально целью отряда было пресечение массовых беспорядков в СИЗО и тюрьмах, что было крайне важным для Краснодарского края в связи с большим количеством преступных группировок, действовавших на территории региона, а также конвоирование особо опасных преступников при их перемещении. Во время Первой и Второй чеченских войн охрана тюрем стала основной обязанностью отряда.
В 2005 году ОСН «Акула» в качестве базового отдела Южного федерального округа участвовал в операции против террористов, напавших на Нальчик, атаковавших несколько важных зданий и взявших в заложники находившихся там людей. В ходе операции сотрудники отдела освободили 9 сотрудников, в том числе двух девушек. Также бойцы «Акулы» вместе со спецподразделением «Вулкан» при УФСИН по Кабардино-Балкарии провели операцию по уничтожению боевиков, засевших в здании УФСИН в Нальчике (было убито 12 человек). Всего отряд участвовал в 14 боевых операциях по ликвидации преступных и террористических группировок, а также охране административных границ республик Северного Кавказа.
В настоящее время ОСН «Акула» представляет собой оперативно-боевое подразделение, которое участвует в операциях против преступных и террористических группировок; занимается разоружением преступников, борьбой против преступных банд, пресечением деятельности наркокартелей и операциями по освобождению заложников. Подразделение «Акула» способно выполнять задачи на территориях Краснодара и Краснодарского края, Южного и Северо-Кавказского федеральных округов. Имеет опыт ведения боевых действий в городской местности и в горах.
В 2017 году отделы спецназа ФСИН «Акула» (Краснодарский край) и «Ягуар» (Орловская область) участвовали в совместных учениях в Сочи с полицейским спецназом Монголии. В феврале 2018 года бойцы ОСН «Акула» победили на отборочном этапе чемпионата ФСИН по стрельбе среди подразделений специального назначения Южного и Северо-Кавказского федеральных округов, который прошёл на базе УФСИН России по Краснодарскому краю, и вышли в финальную часть, запланированную на апрель того же года.

## Личный состав и снаряжение
По состоянию на 2021 год в отряде несли службу 72 офицера: 70 камуфлированных «акул» и два «синих дельфина» (единственные девушки в отряде). На вооружении оперативников есть стандартные пистолеты и автоматы, а также винтовки с оптическим прицелом с возможностью десятикратного увеличения, револьверные гранатомёты, противотанковые РПГ и пулемёты.
Командиром отряда является по состоянию на 2021 год Сергей Горбунов: по его словам, за 21 год его службы ОСН «Акула» не нёс потерь в боях. Горбунов был награждён медалью «За отвагу» в знак заслуги его отряда в спасении заложников в Нальчике в 2005 году. Около 100 офицеров отряда были удостоены государственных наград в разное время.